# تيموثي جاي سافاج
تيموثي جاي سافاج (بالإنجليزية: Timothy J. Savage)‏ هو محامي وقاضي أمريكي، ولد في 1946 في فيلادلفيا في الولايات المتحدة.